# Nariman Hasanzade
Nariman Hasanzade (en azéri : Nəriman Əliməmməd oğlu Həsənzadə), né le 18 février 1931, Poylu, district de Gazakh) est un poète, dramaturge, membre de l'Union des écrivains azerbaïdjanais (1954).

## Études
Il fait ses études primaires et secondaires dans ses régions natales. En 1949, il entre à la faculté de philologie de l'Institut pédagogique d'État de Kirovabad du nom de H.Zardabi (aujourd'hui Université d'État de Gandja). Il est diplômé de cet institut en 1953. Il sert dans l'armée en 1954-1956. L'Union des écrivains d'Azerbaïdjan l'envoie suivre un cours de littérature de deux ans à Moscou. Après avoir obtenu son diplôme à l'Institut de littérature nommé d'après Maxime Gorki. Nariman Hasanzade retourne à Bakou. De 1962 à 1965, il est étudiant diplômé du département "Histoire de la littérature azerbaïdjanaise" de l'Université d'Etat d'Azerbaïdjan.

## Activité littéraire
En 1965, il soutient sa thèse sur « Les relations littéraires azerbaïdjanaises-ukrainiennes » et obtient le diplôme de candidat en sciences philologiques. En 1962, il est nommé rédacteur en chef au Comité républicain de la télévision et de la radio, plus tard rédacteur en chef dans la maison d'édition de littérature pour enfants et jeunesse, dans le journal de la jeunesse d'Azerbaïdjan, comme chef de département dans le magazine "Azerbaijan" et comme rédacteur en chef du journal "Littérature et Art" (1976 -1990).

## Travail administratif
En 1991-2001, il travaille comme premier vice-ministre de la presse et de l'information, remplace le ministre de la presse et de l'information par l'arrêté n° 221 du Cabinet des ministres de la République d'Azerbaïdjan.

## Titres
Nariman Hasanzade reçoit l'Ordre d'Honneur » de la République indépendante d'Azerbaïdjan (2011) et la bourse présidentielle individuelle.
Le 18 février 2021, Nariman Hasanzade reçoit l'Ordre de l'indépendance du président de la République d'Azerbaïdjan, Ilham Aliyev, pour ses services spéciaux dans le développement de la culture azerbaïdjanaise et son activité efficace à long terme.
En 2005, il reçoit le titre de poète du peuple d'Azerbaïdjan par décret du président de la République d'Azerbaïdjan.
Il reçoit l'insigne commémoratif "880e anniversaire de Nizami Gandjavi (1141-2021)" établi par le ministère de la Culture.